# Piero Messina (giornalista)
Piero Messina (Palermo, 29 agosto 1965) è un giornalista e saggista italiano.

## Biografia
Inizia l'attività giornalistica nel 1995 collaborando con il quotidiano palermitano Il Mediterraneo. Diviene giornalista professionista nel 2000, e nel 2001 è assunto come addetto stampa dal gruppo UDC all'Assemblea regionale siciliana. In quegli anni collabora anche con la rivista di geopolitica LIMES, con il Venerdì di Repubblica e con la redazione palermitana dell'agenzia ANSA. Nel 2005 entra all'ufficio stampa della presidenza della Regione Siciliana e dall'anno successivo collabora con L'Espresso. Nel 2008, insieme al giornalista Giuseppe Lo Bianco, riceve la Targa dell'Ordine dei giornalisti del Premio Piero Passetti, per alcune inchieste pubblicate sull'Espresso. Nel 2010 pubblica il libro "Protezione incivile", sugli scandali della protezione civile italiana, dalla sua fondazione sino ai giorni nostri. Lo stesso anno il presidente Raffaele Lombardo lo chiama come coordinatore dell'ufficio stampa della Regione.
Nel 2012 pubblica "Il cuore nero dei servizi",  sull'intelligence italiana.  	
Nel gennaio 2013 viene licenziato dal presidente della Regione Rosario Crocetta.
Nel 2014 pubblica "Onorate società", libro inchiesta sui rapporti tra mafia, politica e massoneria e per quel lavoro riceve il premio "Gattopardo per la legalità", dall'associazione Libera. Piero Messina presenterà le sue inchieste, a febbraio del 2015,  nelle università del Texas.
Perde la collaborazione con l'Espresso, mentre prosegue quella con Limes.

## Procedimenti giudiziari
Nel luglio 2015 viene indagato dalla procura di Palermo per calunnia e diffusione e pubblicazione di notizie false. L'indagine viene avviata dopo la pubblicazione da parte dell'Espresso di una presunta intercettazione riguardante un colloquio tra il presidente della Regione Siciliana, Rosario Crocetta, e il suo medico personale, il primario di Chirurgia plastica Matteo Tutino, attualmente agli arresti domiciliari per falso, truffa e peculato. Il medico, secondo quanto ricostruito da Piero Messina e da Maurizio Zoppi, quest'ultimo indagato per pubblicazione di notizie false, avrebbe detto a Crocetta che «Lucia Borsellino va fatta fuori come il padre». L'esistenza dell'intercettazione, che ha suscitato una serie di polemiche e interventi istituzionali, è stata smentita dalla Procura di Palermo e anche da quelle di Catania, Caltanissetta e Messina.
Nell'ottobre 2016 viene rinviato a giudizio per calunnia e pubblicazione di notizie false. Nel novembre 2022 viene condannato a anno e 4 mesi, pena sospesa, dalla quinta sezione del tribunale di Palermo.
Nel parallelo giudizio civile Piero Messina, Zappi e il direttore de L'Espresso vengono condananti nell'aprile 2018 a risarcire "in solido" 57 000 euro all’ex presidente della Regione, Rosario Crocetta.

## Pubblicazioni
- Protezione incivile, BUR Rizzoli, 2010
- Il cuore nero dei servizi, Bur Rizzoli, 2012
- Onorate società, Bur Rizzoli, 2014